# Meliscaeva
Genre
Meliscaeva est un genre de diptères de la famille des Syrphidae.

## Liste d'espèces
Selon BioLib (13 février 2021) :
- Meliscaeva auricollis (Meigen, 1822)
- Meliscaeva ceylonica (Keiser, 1958)
- Meliscaeva cinctella (Zetterstedt, 1843)
- Meliscaeva cinctelloides Ghorpade, 1994
- Meliscaeva darjeelingensis Datta & Chakraborti, 1986
- Meliscaeva kusuma Ghorpade, 1994
- Meliscaeva lefroyi Ghorpade, 1994
- Meliscaeva magnifica Ghorpade, 1994
- Meliscaeva mathisi Ghorpade, 1994
- Meliscaeva tribeni (Nayar, 1968)

## Galerie

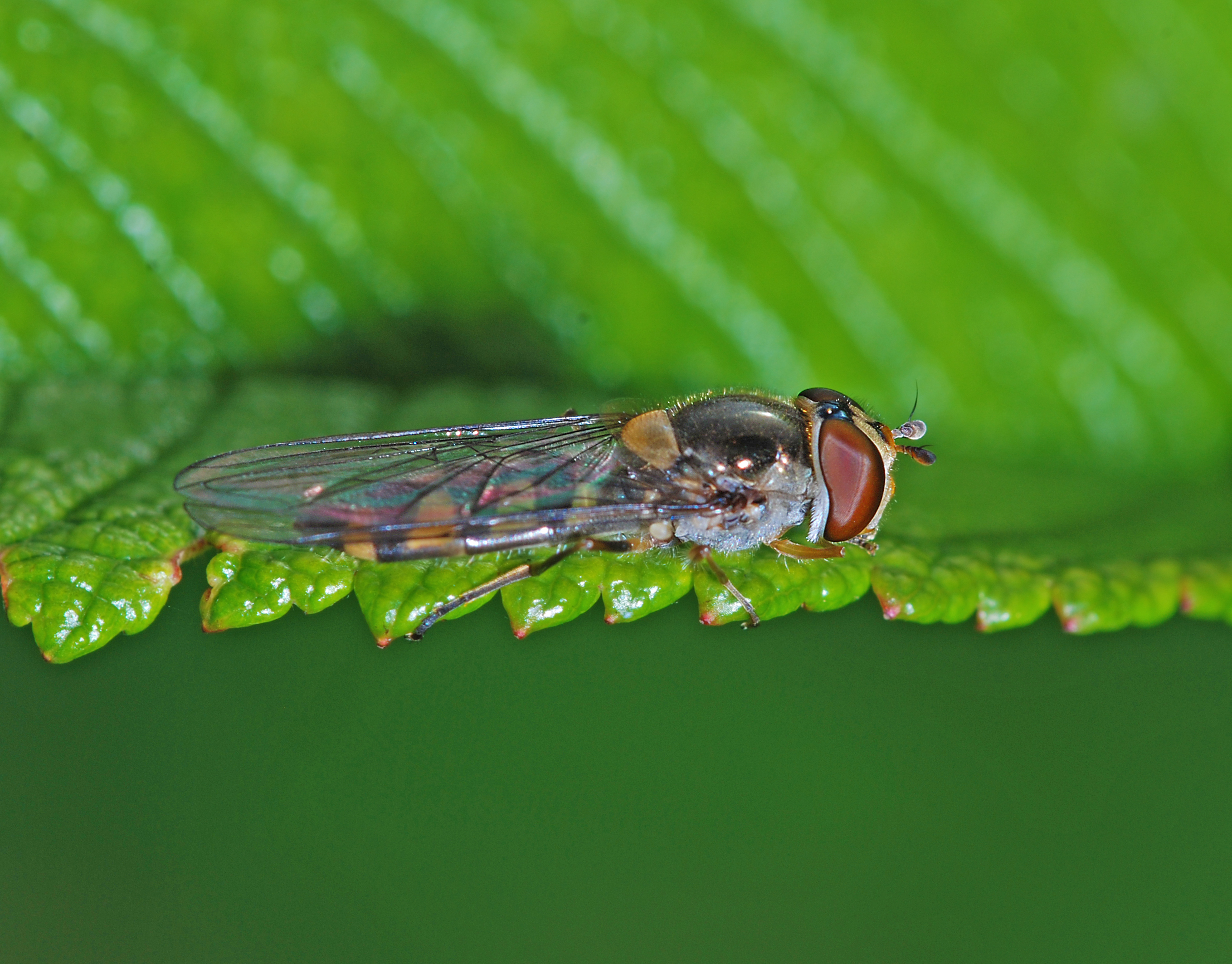
Meliscaeva auricollis, femelle.
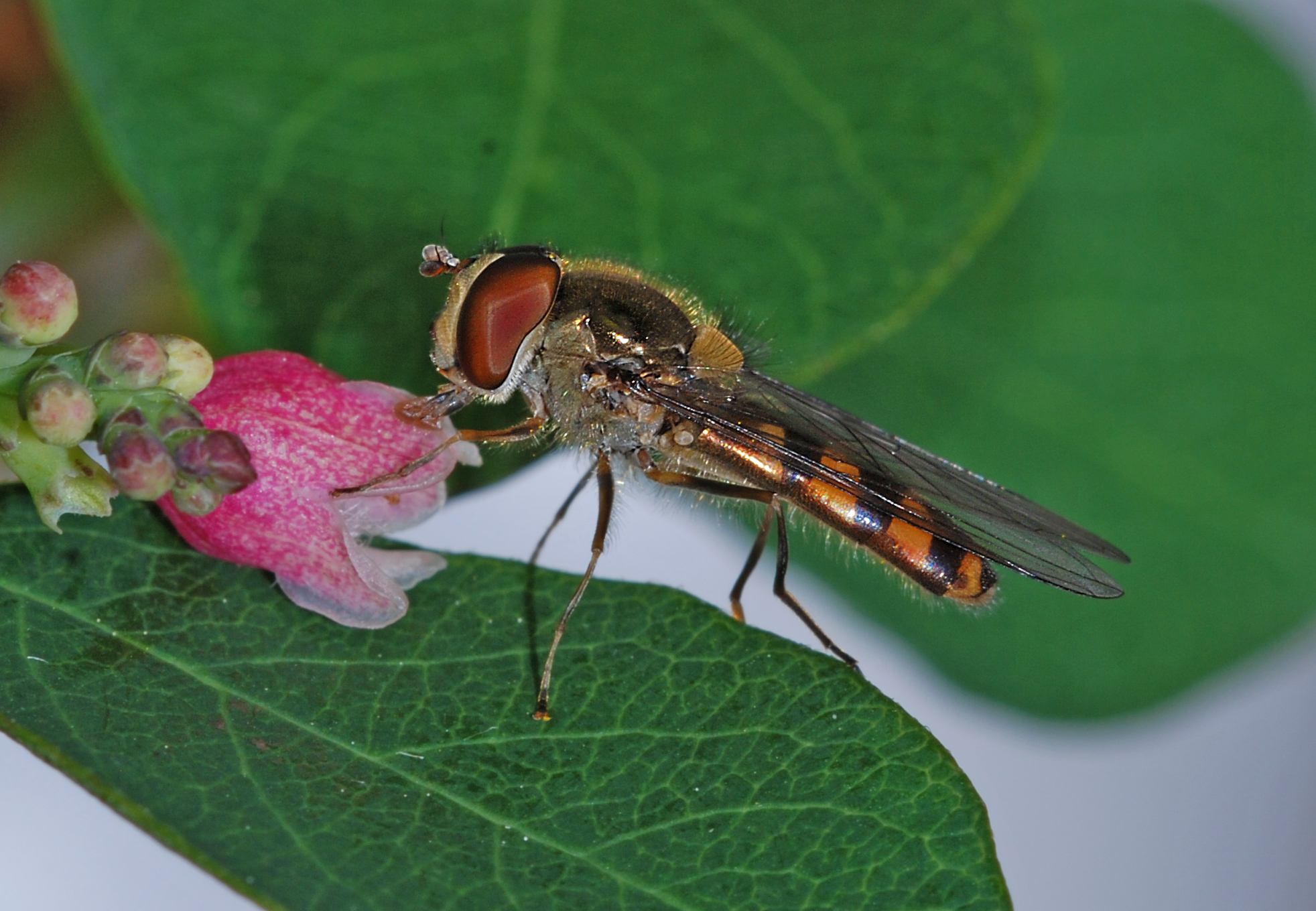
Meliscaeva auricollis, mâle.